# کریستین بیل
کریستین چارلز فیلیپ بیل (انگلیسی: Christian Charles Philip Bale؛ زادهٔ ۳۰ ژانویهٔ ۱۹۷۴) بازیگر انگلیسی است. وی برای تنوع در شخصیت‌پردازی و تغییرات جسمانی در نقش‌هایش مشهور است و در فیلم‌هایی با ژانرهای مختلف نقش اول را بر عهده داشته‌ است. او افتخارات گوناگونی از جمله یک جایزهٔ اسکار و دو جایزهٔ گلدن گلوب دریافت کرده‌ است. در سال ۲۰۱۴ نام او در رتبه‌بندی فوربز از بازیگران دریافت‌کنندهٔ بیشترین دستمزد قرار گرفت.
نقش برجستهٔ بیل در ۱۳ سالگی مربوط به فیلم جنگی امپراتوری خورشید (۱۹۸۷) ساختهٔ استیون اسپیلبرگ بود. در پی بیش از یک دهه بازی در نقش‌های اصلی و مکمل فیلم‌ها، او بابت بازی در نقش قاتل زنجیره‌ای پاتریک بیتمن در کمدی سیاه روانی آمریکایی (۲۰۰۰) و نقش هم‌عنوان در فیلم مهیج روان‌شناسی ماشین‌چی (۲۰۰۴) شهرت بیشتری را به دست آورد. بیل در سال ۲۰۰۵ نقش ابرقهرمان بتمن را در فیلم ابرقهرمانی بتمن آغاز می‌کند ایفا کرد و این نقش را در دنباله‌هایش، شوالیهٔ تاریکی (۲۰۰۸) و شوالیهٔ تاریکی برمی‌خیزد (۲۰۱۲) ادامه داد. او برای بازی در این سه‌گانه که یکی از پرفروش‌ترین فرنچایزهای سینمایی است، مورد تحسین قرار گرفت.
بیل غیر از نقش بتمن، به بازی در طیف گسترده‌ای از فیلم‌ها ادامه داد که شامل تریلر پرستیژ (۲۰۰۶)، فیلم اکشن رستگاری نابودگر (۲۰۰۹)، درام جنایی دشمنان ملت (۲۰۰۹)، فیلم حماسی خروج: خدایان و پادشاهان (۲۰۱۴) و فیلم ابرقهرمانی ثور: عشق و تندر (۲۰۲۲) می‌شود. او برای به تصویر کشیدن بوکسور دیکی اکلوند در فیلم زندگی‌نامه‌ای مشت‌زن (۲۰۱۰) برندهٔ جایزهٔ اسکار شد. او در سال‌های بعد برای بازی در کمدی سیاه حقه‌بازی آمریکایی (۲۰۱۳) و کمدی-درام‌های زندگی‌نامه‌ای رکود بزرگ (۲۰۱۵) و معاون (۲۰۱۸) نیز نامزد دریافت جایزهٔ اسکار شد. او همچنین برای بازی در درام ورزشی فورد در برابر فراری (۲۰۱۹) نامزد دریافت گلدن گلوب شد.

## اوایل زندگی و پیش‌زمینه
کریستین چارلز فیلیپ بیل در ۳۰ ژانویهٔ ۱۹۷۴ از والدینی انگلستانی در هاورفوردوست، پمبروکشر به دنیا آمد. پدرش دوید بیل کارآفرین و کنشگر بود و مادرش جنی جیمز، بازیگر سیرک بود. بیل گفته‌است «من در ولز به دنیا آمده‌ام اما ولزی نیستم، من انگلستانی هستم». او دو خواهر بزرگ‌تر به‌نام‌های شارون و لوئیز و یک خواهر ناتنی از ازدواج اول پدرش به‌نام ارین دارد. یکی از پدربزرگ‌هایش استندآپ کمدین بود؛ دیگری یک بازیگر جانشین برای بازیگر آمریکایی جان وین بود. بیل و خانواده‌اش در دو سالگی ولز را ترک کردند، و آن‌ها مدتی بعد از اقامت در پرتغال و آکسفوردشر، انگلستان، سرانجام در بورنموث ساکن شدند. او همچنین گفته که خانواده‌اش تا ۱۵ سالگی‌اش در ۱۵ شهر زندگی می‌کردند؛ بیل نقل مکان مکرر خانواده را ناشی‌شده از «ضرورت و نه فقط انتخاب» توصیف کرده و اذعان کرده که این روند تأثیر زیادی در گزینش شغل خود داشته‌است. او زمانی در مدرسهٔ بورنموث تحصیل می‌کرد و مدتی بعد گفت که در ۱۶ سالگی مدرسه را رها کرده‌است. والدین بیل در سال ۱۹۹۱ طلاق گرفتند و او در ۱۷ سالگی به همراه خواهرش لوئیز و پدرشان به لس آنجلس نقل مکان کردند.
بیل در دوران کودکی رقص باله را فرا گرفت. اولین نقش بازیگری او در هشت سالگی در یک آگهی تبلیغاتی برای محصول نرم‌کنندهٔ پارچهٔ لنور بود. او همچنین در یک آگهی تبلیغاتی از غلات پک-من ظاهر شد. بیل بعد از اینکه خواهرش برای بازیگری در یک موزیکال در وست اند انتخاب شد، به این فکر افتاد که بازیگری را به‌صورت حرفه‌ای آغاز کند. او بعداً گفت که بازیگری برایش شغلی جذاب نبود اما بنا به درخواست اطرافیانش آن را ادامه داد چون دیگر دلیلی نداشت که این شغل را رها کند. در پی شرکت در چندین نمایش در مدرسه، بیل در سال ۱۹۸۴ در نمایش خوره واقع در وست اند در مقابل روآن اتکینسون به روی صحنه رفت. او به‌صورت قراردادی هیچ‌گاه بازیگری را آموزش ندید.

## حرفه بازیگری

### ۱۹۸۶–۱۹۹۹: اوایل حرفه و پیشرفت
بیل پس از اینکه در ده سالگی تصمیم گرفت بازیگر شود، برای اولین بار در فیلم تلویزیونی آناستازیا: راز آنا در سال ۱۹۸۶ جلوی دوربین رفت. ایمی اروینگ، ستارهٔ این فیلم که با کارگردان آمریکایی استیون اسپیلبرگ ازدواج کرده بود، در پی آن بیل را برای فیلم امپراتوری خورشید ساختهٔ اسپیلبرگ در ۱۹۸۷ پیشنهاد کرد. بیل در ۱۳ سالگی از میان بیش از ۴۰۰۰ بازیگر برای ایفای نقش یک پسر بریتانیایی در اردوگاه جنگ جهانی دوم ژاپن انتخاب شد. او برای این فیلم بدون نیاز به کمک مربی دیالوگ، با آهنگی از طبقه بالای جامعه صحبت می‌کرد. این نقش بیل را به شهرت سوق داد. این نقش‌آفرینی برایش تحسین و جایزهٔ افتتاحیهٔ بهترین اجرای یک بازیگر جوان از هیئت ملی بازبینی فیلم را به همراه داشت. در اوایل همان سال، او در فیلم فانتزی میو در سرزمین دوردست، ساخته‌شده بر پایهٔ رمان میو، میوی من نوشتهٔ آسترید لیندگرن بازی کرد. شهرت پس از امپراتوری خورشید باعث شد که بیل در مدرسه مورد آزار و اذیت قرار گیرد و فشارهای ناشی از حرفه‌اش به‌عنوان یک بازیگر غیرقابل تحمل شود. جلب توجه رسانه‌ها او را نسبت به حرفهٔ بازیگری بی‌اعتماد کرد اما گفت که در سنین پایین خود را موظف می‌داند که به دلایل مالی به فعالیت در زمینهٔ بازیگری ادامه دهد. در همین زمان کنت برانا، بازیگر و فیلم‌ساز، بیل را متقاعد کرد تا در فیلم هنری پنجم در سال ۱۹۸۹ حضور داشته باشد که این امر او را دوباره به بازیگری کشاند. سال بعد، بیل نقش جیم هاوکینز را در کنار چارلتون هستون در نقش لانگ جان سیلور در جزیرهٔ گنج، فیلم تلویزیونی اقتباس‌شده از کتاب به همین نام نوشتهٔ رابرت لویی استیونسن ایفا کرد.
در سال ۱۹۹۲، بیل در فیلم موزیکال روزنامه‌فروشان محصول دیزنی بازی کرد که هم در گیشه و هم در میان منتقدان ناموفق بود. ربکا میلزوف از نیویورک در سال ۲۰۱۲ دوباره فیلم را دید و حین اجرای ترانهٔ «سانتا فه» شکاف‌های آواز بیل را جذاب و مناسب یافت هر چند که او خوانندهٔ ماهری نبود. در سال ۱۹۹۳، او در فیلم چرخش بچه‌ها که در مورد نوجوانانی بود که در زمان ظهور آلمان نازی مخفیانه به موسیقی جاز ممنوع گوش می‌دهند، ظاهر شد. در فیلم زنان کوچک ساختهٔ گیلیان آرمسترانگ در سال ۱۹۹۴، بیل به دنبال توصیهٔ وینونا رایدر، بازیگر نقش جو مارس، نقش تئودور «لوری» لارنس را ایفا کرد. این فیلم به موفقیت تجاری دست یافت و با تحسین منتقدان همراه بود. رایدر دربارهٔ عملکرد بیل در فیلم گفت او ماهیت پیچیده این نقش را به تصویر کشیده‌است. او سپس صداپیشگی توماس، هم‌وطن جوان کاپیتان جان اسمیت را در انیمیشن پوکاهانتس محصول دیزنی در سال ۱۹۹۵ بر عهده گرفت که با بازخورد ضد و نقیضی از منتقدان روبرو شد. بیل در سال ۱۹۹۶ نقش کوچکی در فیلم پرتره یک بانو ساخته‌شده بر پایهٔ رمان به همین نام نوشتهٔ هنری جیمز را بازی کرد، و در سال ۱۹۹۷ در فیلم موزیکال معدن طلای مخملی ظاهر شد که داستان فیلم در دههٔ ۱۹۷۰ دوران گلم راک جریان دارد. در سال ۱۹۹۹، او بخشی از گروه بازیگران شامل کوین کلاین و میشل فایفر در فیلم اقتباسی رؤیای شب نیمه تابستان بر پایهٔ نمایش‌نامهٔ به همین نام اثر ویلیام شکسپیر بود که بیل در آن نقش دمیتروس را به تصویر می‌کشد.

### ۲۰۰۱–۱۹۹۹
در سال ۱۹۹۹، بیل در نقش قاتل زنجیره‌ای به نام پاتریک بیتمن در فیلم روانی آمریکایی که از روی رمان جنجالی برت ایستون الیس ساخته شده‌است، بازی کرد. ابتدا قرار بود تا لئوناردو دی‌کاپریو در این نقش بازی کند، اما او به علت کار بر روی پروژه‌های دیگر انصراف داد و بیل نقش اصلی فیلم را گرفت. او با تحقیق در مورد شخصیت رمان و تمرین‌های ورزشی برای آمادگی بدنش، خودش را برای این نقش آماده کرد. روانی آمریکایی در سال ۲۰۰۰ در جشنواره فیلم ساندنس اکران شد. راجر ایبرت ابتدا به این فیلم تاخت و آن را «پورنوگرافی» و «منفورترین فیلم ساندنس» نامید، اما در ادامه کارگردان فیلم و بازی بیل را تحسین کرد.
روانی آمریکایی در ۱۴ آوریل ۲۰۰۰ در سینماها اکران شد. بیل بعدها به یک نقش‌آفرینی کوتاه در نقش بیتمن، در فیلمی که اقتباس دیگری از کارهای ایستون الیز بود، نزدیک شد، اما آن را رد کرد، زیرا معتقد بود که تعریف ماری هرون از شخصیت بیتمن، تعریف خاصی است و هیچ‌کس جز او نمی‌تواند این کار را انجام بدهد. در سال ۲۰۰۰، بیل در نقش یک قاتل ثروتمند در فیلم شفت بازی کرد.

### ۲۰۰۴–۲۰۰۲
در سال ۲۰۰۲، بیل در سه فیلم بازی کرد. لورل کنیون (۲۰۰۲) با واکنش تحسین‌برانگیز منتقدان روبرو شد. بیل در فیلم سلطنت آتش (۲۰۰۲) با متیو مک‌کاناهی هم‌بازی شد. تعادل فیلم سوم بیل در سال ۲۰۰۲ بود.
در سال ۲۰۰۴، بیل در نقش ترور رزنیک در فیلم ماشین‌کار بازی کرد. او برای بازی در این نقش حدود ۲۷ کیلوگرم وزن کم کرد و توجه بسیاری را به خود جلب کرد. در پایان فیلم‌برداری بیل تنها ۵۴ کیلوگرم وزن داشت. بیل را برای این کار با نقش‌آفرینی رابرت دنیرو در فیلم گاو خشمگین در سال ۱۹۸۰ مقایسه کرده‌اند. ماشین‌کار فیلم کم‌بودجه‌ای بود و تنها ۵ میلیون دلار هزینه داشت. با انتشار این فیلم در آمریکا، منتقدان نظرات مثبتی نسبت به آن ارائه کردند.

### نقش بتمن

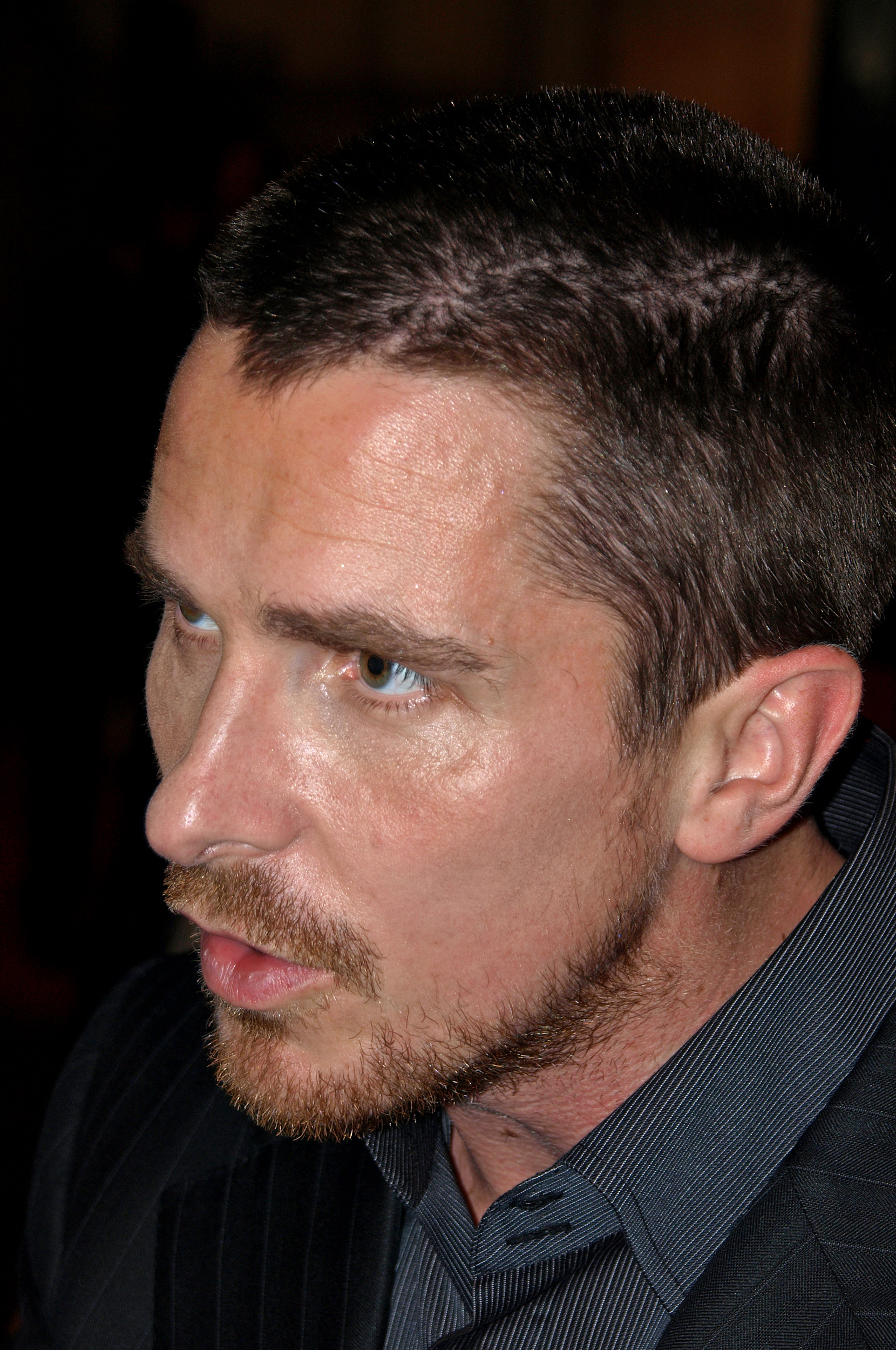
کریستین بیل در پیش نمایش فیلم شوالیه تاریکی

گزارش شده بود که بیل پیش از این برای بازی در نقش رابین در فیلم‌های بتمن برای همیشه (۱۹۹۵) و بتمن و رابین (۱۹۹۷) تست داده بوده، ولی آن نقش را به کریس اودانل واگذار کرده. بیل در مصاحبه‌ای در سال ۲۰۰۸ این شایعه را رد کرد. در سال ۲۰۰۴، بیل بعد از تمام کردن ماشین‌کار به عنوان بازیگر نقش اصلی فیلم بتمن آغاز می‌کند یعنی بروس وین، به کارگردانی کریستوفر نولان انتخاب شد. این فیلم تحسین منتقدان سخت‌گیر را برانگیخت و به یکی از بهترین فیلم‌های کریستوفر نولان و ابرقهرمانانه تاریخ سینما بدل شد. نزدیک‌ترین رقیب او برای گرفتن این نقش جیک جیلنهال بود.
او به خاطر آمادگی برای فیلم ماشین‌کار بیش از ۲۷ کیلوگرم وزن کم کرد. با این کار، وزن این بازیگر ۱۸۳ سانتی به ۵۴ کیلوگرم رسید. او در طی سه ماه رژیم سیب و قهوه داشت. این در حالی است که وزن ایده‌آل برای مردی با قد و سن او بین ۶۳ تا ۷۲ کیلوگرم است. پس از آن، بیل شش ماه فرصت داشت تا وزن از دست داده‌اش را بازگرداند و برای نقش بتمن در بتمن آغاز می‌کند ماهیچه پرورش دهد. بیل که تازه فیلم ماشین‌کار را به پایان رسانده بود، به شدت لاغر بود و به اضافه کردن وزن و عضلانی کردن بدنش نیاز داشت. او با کمک مربی شخصی‌اش، در عرض شش ماه ۴۵ کیلوگرم وزن (از ۵۴ به ۱۰۰ کیلوگرم) اضافه کرد. بعداً نولان به او گفت که زیادی وزن اضافه کرده و پیش از شروع فیلمبرداری ۹ کیلو وزن کم کرد.

## زندگی شخصی

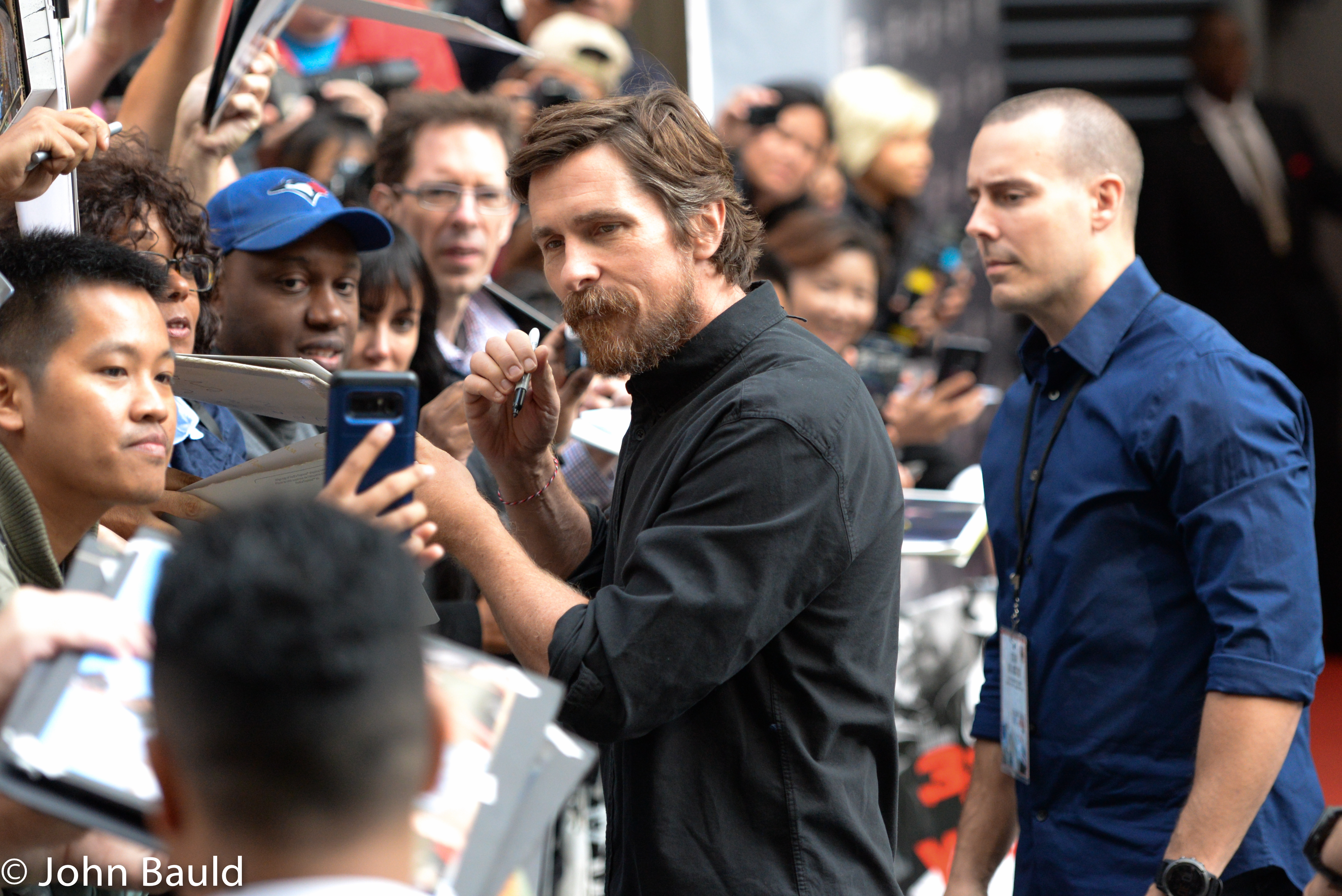
کریستین بیل در نشست فیلم فورد در برابر فراری ۲۰۱۹

بیل در ۲۹ ژانویه ۲۰۰۰، با سیبی بلازیک (متولد ۱۹۷۰) مدل سابق، چهره‌پرداز و دستیار شخصی وینونا رایدر ازدواج کرد. این زوج دارای یک دختر و یک پسر به نام‌های امیلین و جوزف هستند امیلین در ۲۷ مارس ۲۰۰۵ به دنیا آمد. در مارس ۲۰۱۴ تأیید شد که همسر وی، باردار است و فرزند دوم او یک پسر به نام جوزف در سال ۲۰۱۵ متولد شد. از ۱۹۹۲، بیل در لس‌آنجلس زندگی می‌کند.
مانند پدرش، وی نیز فعالیت‌هایی در حمایت از صلح سبز و صندوق جهانی طبیعت انجام می‌دهد.
دیوید بیل در ۳ سپتامبر ۲۰۰۰ با گلوریا استینم ازدواج کرد و استینم مادرخواندهٔ کریستین بیل شد.
کریستین بیل اما اظهار نظر جنجالی‌اش را دربارهٔ ترامپ اینطور ادامه می‌دهد: در مقایسه، ترامپ یک نوع دلقک است. دلقک‌ها می‌توانند خسارات زیادی به بار بیاورند که البته امیدواریم در دوسال آینده چنین چیزی اتفاق نیفتد. ترامپ خطر کمتری نسبت به دیک چینی دارد، کسی که در راه انداختن جنگ در برابر تروریسم نقش داشته.